# محوطه قلعه کوه آسیاباد
محوطه قلعه کوه آسیاباد مربوط به سدهٔ ۱۲ و ۱۳ ه.ق است و در شهرستان مشهد، بخش احمدآباد، روستای ابرش واقع شده و این اثر در تاریخ ۲۷ مرداد ۱۳۸۲ با شمارهٔ ثبت ۹۵۹۳ به‌عنوان یکی از آثار ملی ایران به ثبت رسیده است.